# Flecha das Ardenas
A Flecha das Ardenas (oficialmente:Flèche Ardennaise), é uma corrida ciclista belga disputada na província de Liège. Criada em 1966, estava integrada no calendário da UCI de 1996 a 1998, depois tomou parte no UCI Europe Tour em 2005 e 2006. De 2007 a 2009, encontra-se no calendário nacional belga. Em 2010, forma de novo parte do UCI Europe Tour, em categoria 1.2. Está aberta às equipas continentais profissionais belgas, às equipas continentais às equipas nacionais e as equipas regionais ou de clubes. Os UCI ProTeams (primeira divisão) não podem participar.
A saída e a chegada encontram-se sitiadas em Herve.

## Palmarés
| Ano  | Ganhador               | Segundo                | Terceiro               |
| ---- | ---------------------- | ---------------------- | ---------------------- |
| 1966 | Willy Van Neste        | Emile Coppens          | Jos Van Hout           |
| 1967 | Valere Van Sweevelt    | Ward Weckx             | Frans Mintjens         |
| 1968 | Roger De Vlaeminck     | Ronny Van De Vijver    | Emiel Cambre           |
| 1969 | Joseph Bruyère         | Etienne Antheunis      | Emiel Cambre           |
| 1970 | Théo Dockx             | Eddy Verstraeten       | Marcel Sannen          |
| 1971 | Luc Van Goidsenhoven   | Louis Verreydt         | Théo Dockx             |
| 1972 | Gustaaf Hermans        | Louis Verreydt         | Théo Dockx             |
| 1973 | Lieven Malfait         | Ludo Noels             | Théo Dockx             |
| 1974 | Joseph Gysemans        | Benny Schepmans        | Henri Vandenbrande     |
| 1975 | Jean-Luc Vandenbroucke | Willy Van Den Ouweland | Léopold Verboven       |
| 1976 | Wim Mynheer            | René Martens           | Frank Hoste            |
| 1977 | René Martens           | Guido Van Calster      | Ortaire Goossens       |
| 1978 | Ronny Claes            | Fons De Wolf           | Maurice Van Heer       |
| 1979 | Daniel Plummer         | Ronny Claes            | Guy Nulens             |
| 1980 | Jan Nevens             | Patrick Vermeulen      | Luc De Decker          |
| 1981 | Dany Schoonbaert       | Marc Van den Brande    | Patrick Hermans        |
| 1982 | Eric Vanderaerden      | Noël Segers            | Willem Van Eynde       |
| 1983 | Franky Van Ouvem       | Eric Van Lancker       | Jules Dubois           |
| 1984 | Dirk Ghyselinck        | Willy Boden            | Luc Van Roy            |
| 1985 | Luc Ronsse             | Benny Heylen           | Paul Beirnaert         |
| 1986 | Greg Moens             | Patrick Roelandt       | Edwig Van Hooydonck    |
| 1987 | Benny Heylen           | Marc Mertens           | Nico Roose             |
| 1988 | Johan Pauwels          | Chris Desaeger         | Jim Van De Laer        |
| 1989 | Eddy Bouwmans          | Martien Kokkelkoren    | Daniel Van Steenbergen |
| 1990 | Bart Leysen            | Tom Desmet             | Marc Wauters           |
| 1991 | Stéphane Galbois       | Dany Alaerts           | Anton Tak              |
| 1992 | Nico Desmet            | Erwin Thijs            | Jean-Pierre Dubois     |
| 1993 | Casper van der Meer    | Kurt Van Lancker       | Steven Van Aken        |
| 1994 | Steven Van Aken        | Danny In 't Vêem       | Hendrik Van Dyck       |
| 1995 | Tony Bracke            | Laurent Lefèvre        | Mario Aerts            |
| 1996 | Benoît Salmon          | Marc Streel            | Patrice Halgand        |
| 1997 | Christian Henn         | Ludo Dierckxsens       | Frank Corvers          |
| 1998 | Erwin Thijs            | Carlo Bomans           | Tom Stremersch         |
| 1999 | Pierrick Fédrigo       | Wesley Theunis         | Kevin Hulsmans         |
| 2000 | Thomas Voeckler        | Johan Dekkers          | Anthony Charteau       |
| 2001 | Ruslan Gryschenko      | Andrei Kàixetxkin      | David Plas             |
| 2002 | Ruslan Gryschenko      | Geoffroy Lequatre      | Serguei Lagutin        |
| 2003 | Jukka Vastaranta       | Maxim Iglinskiy        | Mathieu Heijboer       |
| 2004 | Jeremy Yates           | Sven Nevens            | Jean-Paul Simon        |
| 2005 | Francis De Greef       | James Lewis Perry      | Gianni Meersman        |
| 2006 | Gil Suray              | Geert Steurs           | Pieter Jacobs          |
| 2007 | Sébastien Delfosse     | Jean-Marc Bideau       | Florian Guillou        |
| 2008 | Jan Bakelants          | Aurélien Duval         | Guillaume Bonnafond    |
| 2009 | Sander Armée           | Laurens De Vreese      | Fabio Polazzi          |
| 2010 | Thomas Degand          | Nikita Umerbekov       | Laurens De Vreese      |
| 2011 | Zico Waeytens          | Michaël Savo           | Kenneth Vanbilsen      |
| 2012 | Clément Lhotellerie    | Jimmy Janssens         | Sander Helven          |
| 2013 | Silvan Dillier         | Tom Dernies            | Dimitri Claeys         |
| 2014 | Stefan Küng            | Loïc Vliegen           | Boris Dron             |
| 2015 | Loïc Vliegen           | Gaëtan Bille           | Sam Oomen              |
| 2016 | Jeroen Meijers         | Brecht Dhaene          | James Shaw             |
| 2017 | Harm Vanhoucke         | Stephen Williams       | Lennert Teugels        |
| 2018 | Cees Bol               | Jimmy Janssens         | Sjoerd Bax             |
| 2019 | Simon Pellaud          | Romain Bacon           | Martin Schäppi         |

## Palmarés por países
| País          | Vitórias |
| ------------- | -------- |
| Bélgica       | 37       |
| França        | 5        |
| Países Baixos | 4        |
| Suíça         | 3        |
| Ucrânia       | 2        |
| Alemanha      | 1        |
| Finlândia     | 1        |
| Nova Zelândia | 1        |